# Kanton Anse-Bertrand
Kanton Anse-Bertrand was een kanton van het Franse departement Guadeloupe. Kanton Anse-Bertrand maakte deel uit van het arrondissement Pointe-à-Pitre en telde 10 600 inwoners (Recensement 1999).
In 2015 werd de kanton Anse-Bertrand samengevoegd met Kanton Petit-Canal.

## Gemeenten
Het kanton Anse-Bertrand omvatte de volgende gemeenten:
- Anse-Bertrand : 5.027 inwoners (hoofdplaats)
- Port-Louis : 5.573 inwoners